# Karl Reisner von Lichtenstern
Karl Maximilian Anton Reisner Freiherr von Lichtenstern (* 30. März 1848 in Landshut; † 9. April 1906 in München) war ein bayerischer Generalleutnant.

## Leben

### Herkunft
Karl war der älteste Sohn des bayerischen Oberstleutnants Anton Reisner Freiherr von Lichtenstern (1814–1880) und dessen Ehefrau Franziska, geborene Freiin Voith von Voithenberg (1823–1914). Er hatte drei Geschwister, darunter der bayerische Generalmajor und Sekondeleutnant der Leibgarde der Hartschiere Heinrich Reisner von Lichtenstern (* 1850).

### Militärkarriere
Reisner besuchte das Kadettenhaus in München, trat anschließend am 20. Mai 1866 als Unterleutnant in das Infanterie-Leib-Regiment der Bayerischen Armee ein und nahm während des folgenden Krieges gegen Preußen an den Gefechten bei Nüdlingen und Uettingen teil. Im Krieg gegen Frankreich kämpfte Reisner in der Schlacht bei Wörth, stieg Anfang September 1870 zum Premierleutnant auf und nahm an der Schlacht von Orléans teil. Er wurde zwei Mal verwundet, durch Armee-Befehl am 29. September 1870 und am 3. April 1871 belobigt sowie mit dem Eisernen Kreuz II. Klasse ausgezeichnet.
Nach dem Krieg absolvierte Reisner 1873/76 die Kriegsakademie, die ihm die Qualifikation für die Höhere Adjutantur aussprach. Zwischenzeitlich zum Premierleutnant aufgestiegen, war er anschließend zur persönlichen Dienstleistung zum Prinzen Otto von Bayern kommandiert. Nachdem man ihn am 3. April 1880 von diesem Kommando entbunden hatte, trat Reisner am 5. November 1880 als Hauptmann und Kompaniechef in sein Stammregiment zurück. Unter Beförderung zum überzähligen Major wurde er am 15. Februar 1889 in das 1. Infanterie-Regiment „König“ versetzt. Im selben Jahr erfolgte seine Ernennung zum Kammerherrn. Daran schloss sich ab dem 31. Mai 1890 eine Verwendung als Bataillonskommandeur im 16. Infanterie-Regiment „vacant König Alfons von Spanien“ an. Unter Stellung à la suite seines Regiments war Reisner ab dem 28. März 1891 Kommandeur der Militär-Schießschule, stieg Ende März 1894 zum Oberstleutnant auf und wurde am 27. August 1896 unter Verleihung des Ranges eines Regimentskommandeurs Oberst. Vom 20. März 1897 bis zum 30. Oktober 1899 war er Kommandeur des 2. Infanterie-Regiments „Kronprinz“. Anschließend mit seiner bisherigen Uniform à la suite der Armee gestellt, avancierte Reisner am 17. Dezember 1899 zum Generalmajor und erhielt am 8. Januar 1900 das Kommando über die 4. Infanterie-Brigade, die am 1. April des Folgejahres zur 11. Infanterie-Brigade umbenannt wurde. In Genehmigung seines Abschiedsgesuches wurde Reisner am 8. Juni 1902 unter Verleihung des Großkomturkreuzes des Militärverdienstordens mit der gesetzlichen Pension zur Disposition gestellt. Nach seiner Verabschiedung verlieh ihm Prinzregent Luitpold am 20. Dezember 1905 den Charakter als Generalleutnant.
Reisner betätigte sich auch als Militärautor, veröffentlichte verschiedene Schriften und publizierte u. a. im Militär-Wochenblatt.

### Familie
Reisner heiratete am 5. Juli 1887 in Brunn am Walde Juliane Freiin von Ehrenfeld (1863–1909). Aus der Ehe gingen vier Kinder hervor:
- Christoph-Leopold (* 1888), bayerischer Kammerherr
- Maria (*/† 1889)
- Hilde (* 1890) ⚭ 1918 Rudolf von Gelmini
- Elsbeth (* 1895) ⚭ 1914 Hans von Basse, preußischer Oberleutnant

## Schriften
- Anleitung zum Unterricht der Rekruten zum Schießen. Verlag R. Oldenbourg, München 1885 (Digitalisat)
- Die Macht der Vorstellung im Kriege und ihre Bedeutung für die Friedens-Ausbildung. Barth, Berlin 1902.